# Checoslovaquia en la Copa Mundial de Fútbol de 1938
Checoslovaquia fue una de las 15 selecciones participantes en la Copa Mundial de Fútbol de Francia 1938, la cual fue su segunda participación consecutiva en un mundial.

## Clasificación
| Equipo 1 | Agr. | Equipo 2       | Ida | Vuelta |
| -------- | ---- | -------------- | --- | ------ |
| Bulgaria | 1–7  | Checoslovaquia | 1–1 | 0–6    |

## Jugadores
Estos fueron los 22 jugadores convocados para el torneo:

## Resultados
Checoslovaquia fue eliminada en los cuartos de final.

### Primera Ronda
| 5 de junio de 1938 | Checoslovaquia                           | 3–0 (t. s.) | Países Bajos | Stade municipal, Le Havre                                  |                                                            |
|                    | Košťálek 93' · Zeman 111' · Nejedlý 118' | Reporte     |              | Asistencia: 11,000 espectadores Árbitro(s): Lucien Leclerq | Asistencia: 11,000 espectadores Árbitro(s): Lucien Leclerq |

### Cuartos de final
| 12 de junio de 1938                                        | Brasil       | 1–1 (t. s.) | Checoslovaquia     | Parc Lescure, Bordeaux                                      |                                                             |
|                                                            | Leônidas 30' | Reporte     | Nejedlý 65' (pen.) | Asistencia: 22,021 espectadores Árbitro(s): Pál von Hertzka | Asistencia: 22,021 espectadores Árbitro(s): Pál von Hertzka |
| Se juega un partido de desempate para definer a un ganador |              |             |                    |                                                             |                                                             |

| 14 de junio de 1938                          | Brasil                     | 2–1     | Checoslovaquia | Parc Lescure, Bordeaux                                         |                                                                |
|                                              | Leônidas 57' · Roberto 63' | Reporte | Kopecký 25'    | Asistencia: 18,141 espectadores Árbitro(s): Georges Capdeville | Asistencia: 18,141 espectadores Árbitro(s): Georges Capdeville |
| Partido de desempate de los cuartos de final |                            |         |                |                                                                |                                                                |